# Picão (Castro Daire)
Picão is een plaats (freguesia) in de Portugese gemeente Castro Daire en telt 267 inwoners (2001).